# Station Burhafe
Station Burhafe (Bahnhof Burhafe) is een spoorwegstation in de Duitse plaats Burhafe, in de deelstaat Nedersaksen. Het station ligt aan de spoorlijn Emden - Jever. Het station telt één perronspoor. Op het station stoppen alleen treinen van de NordWestBahn.

## Treinverbindingen
De volgende treinserie doet station Burhafe aan:
| Serie | Treinsoort                  | Route                                                           | Bijzonderheden |
| ----- | --------------------------- | --------------------------------------------------------------- | -------------- |
| RB 59 | Regionalbahn (NordWestBahn) | Wilhelmshaven Hbf – Sande – Jever – Burhafe – Esens (Ostfriesl) |                |